# Flydubai
Flydubai (escrita como flydubai) es una aerolínea de bajo coste árabe de los Emiratos Árabes Unidos, con sede en la Terminal 2 del Aeropuerto Internacional de Dubái. flydubai basa su negocio en ofrecer precios de billetes competitivos, junto con servicios de hotel, alquiler de coches, seguros, y servicios de visados en Dubái.
La aerolínea opera desde la terminal 2 y terminal 3 del Aeropuerto Internacional de Dubái.

## Historia
La aerolínea fue fundada el 19 de marzo de 2008 por Ahmed bin Saeed Al Maktoum el director de Emirates Airline. Aunque no es parte de The Emirates Group la aerolínea ha contado con el apoyo de Emirates para efectuar su despegue en este negocio. Las operaciones fueron iniciadas con vuelos a Beirut, Líbano, el 1 de junio de 2009, y con Amán, Jordania, al día siguiente, añadiendo nuevos destinos desde entonces.

## Flota
La flota de flydubai se compone de las siguientes aeronaves, configuradas con clase ejecutiva y turista o solo turista. Primera aerolínea que ofrece camas reclinables de 180 grados en clase ejecutiva en el Boeing 737 MAX-8/9(en noviembre de 2023):
| Avión           | En servicio | Pedidos | Plazas | Notas                      |
| --------------- | ----------- | ------- | ------ | -------------------------- |
| Boeing 737-8KN  | 30          | 10      | 189    |                            |
| Boeing 737-8MAX | 46          | 40      | TBA    |                            |
| Boeing 737-9MAX | 3           |         |        |                            |
| Boeing 787-9    | _           | 30      |        | Entregas a partir del 2026 |
| Total:          | 79          | 80      |        |                            |

La media de edad de la flota de Flydubai es de 4.12 años (en noviembre de 2023).
- El 14 de julio de 2008, Flydubai firmó un contrato de compra valorado en 4.000 millones de dólares en el Festival Aéreo de Farnborough con Boeing por cincuenta Boeing 737-800, con opción a cambiar el pedido por los Boeing 737-900ER con mayor alcance, más tarde.[8] Un acuerdo de alquiler fue también firmado con Babcock & Brown Aircraft Management por cuatro Boeing 737-800 más para ser entregados en 2009.[8]

- En abril de 2009, el primer avión de Flydubai estaba en Boeing Field, siendo pintado con la librea completa de Flydubai preparándose para ser entregado.[9]

- El 17 de mayo de 2009, el primer Boeing 737-800 fue entregado a Flydubai.[10]

- El 16 de diciembre de 2011, la aerolínea recibió el Boeing 737 N.º 7.000 producido, el Boeing 737-800 N°21 de la empresa y N° 14 con Boeing Sky Interior.[11]

- El 31 de julio de 2017, Flydubai recibió su primer avión Boeing 737 MAX 8.[12]

## Incidentes y accidentes
- El 19 de marzo de 2016, en el octavo aniversario de la compañía, un Boeing 737-800 que operaba el vuelo 981 cayó en picada contra la cabecera de la pista 22 del Aeropuerto de Rostov del Don en Rusia. Todas las 62 personas a bordo murieron. La investigación reveló que los pilotos ya habían abortado dos veces el aterrizaje por una cizalladura, pero al siguiente intento, sufrieron desorientación espacial e inclinaron demasiado el avión, llevándolo a una entrada en pérdida y la posterior caída de la aeronave.[13]